# Karl Bartos
Karlheinz Bartos, meglio conosciuto come Karl (Berchtesgaden, 31 maggio 1952), è un tastierista, percussionista e compositore tedesco.
È noto per essere stato, dal 1974 al 1990, tastierista e percussionista dei Kraftwerk, nonché, a partire dall'album Die Mensch-Maschine, principale compositore dei brani insieme a Ralf Hütter.

## Biografia
Karl nasce nel 1952 a Marktschellenberg, al confine tra Germania e Austria, da Rosa e Hans-Joachim Bartos. Ha una sorella maggiore, Marietta, nata nel 1946 da una precedente relazione di sua madre. Marietta non ha mai conosciuto suo padre: andò in America quando Rosa era ancora incinta, non si è più saputo nulla di lui. Successivamente si sposò con Hans-Joachim, padre appunto di Karl.
Dopo aver vissuto nella vicina Berchtesgaden fino all'età di 3 anni, Karl e la sua famiglia si trasferiscono a Düsseldorf, dove rimarrà fino al 1998.
Karl si diploma con il massimo dei voti in percussioni e pianoforte al conservatorio di Düsseldorf, nei primi anni '70. Fu proprio in conservatorio che, nel 1974, venne a contatto con Florian Schneider, il quale (assieme a Ralf Hütter) stava cercando un secondo batterista/percussionista per la loro band: i Kraftwerk.
Dopo una jam session di prova, Karl entra nel gruppo suonando, assieme a Wolfgang Flür, le percussioni elettroniche. 
Negli album Autobahn e Radio-Aktivität, il ruolo di Bartos rimane quello di percussionista, e la scrittura è affidata ai due fondatori Hütter e Schneider (tra i quali Hütter è sempre stato il principale ideatore).
Nell'album successivo invece, Trans Europa Express (1977), Bartos mette in mostra ai compagni le sue notevoli doti di tastierista nel brano Spiegelsaal (The Hall Of Mirrors), nel quale egli sviluppa ed esegue un riff di tastiera (contrapposto a quello di basso creato da Hütter) e un lungo assolo. Seppur il suo contributo in questa traccia non è mai stato accreditato (probabilmente per mancata iscrizione alla SIAE), per Bartos sarà punto di partenza per diventare, dall'album successivo in poi, il principale partner di scrittura di Hütter, oltre che tastierista. 
È un grande ascoltatore di musica classica, infatti tra le sue principali influenze ha sempre citato compositori classici come Ludwig Van Beethoven, Johann Sebastian Bach, Wolfgang Amadeus Mozart, Robert Schumann, Franz Schubert e altri.
Si devono principalmente o interamente a lui alcuni dei brani di maggior successo della band, come ad esempio The Model, Computerwelt, Computer Love, Der Telefon-Anruf, dove Bartos canta solista, e Tour De France.
Lasciò la band nel 1990 a causa di divergenze con i membri fondatori Ralf Hütter e Florian Schneider.
Due anni dopo l'abbandono dei Kraftwerk, Bartos fondò un progetto solista intitolato Elektric Music con cui pubblicò due album intitolati Esperanto (nel 1993) ed Electric Music (nel 1998). Inoltre nel 1996 collaborò con la band techno britannica degli Electronic per l'album Raise the Pressure. Nel 1998 lascia Düsseldorf per trasferirsi ad Amburgo, dove tuttora vive. 
Nel 2003 pubblicò il suo primo album solista, intitolato Communication.
Dieci anni dopo il primo album solista, Bartos ha pubblicato un secondo album solista intitolato Off the Record.
Nel 2024 ha composto una nuova colonna sonora per il film del 1920 Il gabinetto del dottor Caligari.
Dopo essere rimasto sempre in amicizia con il compagno Wolfgang Flür, nel 2008 ha rincontrato dopo 18 anni l'ex compagno Florian Schneider, che aveva appena lasciato i Kraftwerk, incontro definito dallo stesso Bartos "molto piacevole". Soprattutto in seguito a questo incontro, Bartos (insieme a Flür) si è espresso favorevole ad un'eventuale breve reunion della storica formazione della band, e la loro nomination alla Rock And Roll Hall Of Fame del 2020 sembrava un'ottima possibilità, ma l'avvento dell'epidemia di Covid-19 e la scomparsa improvvisa di Schneider (ad aprile 2020) hanno definitivamente annullato questa possibilità.
In generale Karl Bartos è considerato uno degli artisti più influenti della musica elettronica: il forte senso melodico ma anche ritmico delle sue composizioni nei Kraftwerk ha influenzato, seppur spesso in maniera indiretta, tutte le successive generazioni di musica elettronica e non.

## Discografia

### Con i Kraftwerk
- 1974 - Autobahn
- 1975 – Radio-Aktivität
- 1977 – Trans Europa Express
- 1978 – Die Mensch-Maschine
- 1981 – Computerwelt
- 1983 - Tour de France
- 1986 – Electric Café

### Con gli Elektric Music
- 1993 – Esperanto
- 1998 – Electric Music

### Con gli Electronic
- 1996 – Raise the Pressure

### Da solista

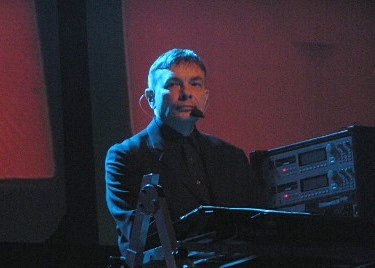
Karl Bartos, 2005.

- 2003 – Communication
- 2013 – Off the Record
- 2024 – The Cabinet of Dr. Caligari